# Glenn Turner (Hockeyspieler)

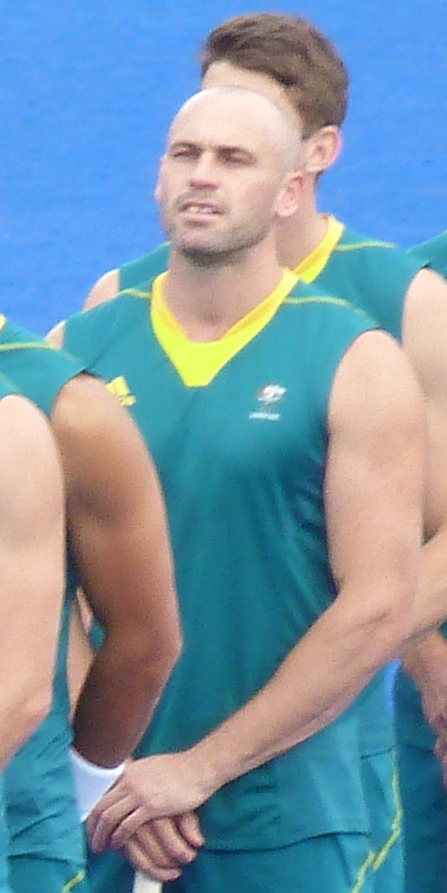
Glenn Turner bei den Olympischen Spielen 2012

Glenn Stewart Kevin Turner (* 1. Mai 1984 in Bowral) ist ein ehemaliger australischer Hockeyspieler, der mit der australischen Hockeynationalmannschaft 2010 und 2014 Weltmeister sowie 2012 Olympiadritter war.

## Sportliche Karriere
Der 1,79 m große Stürmer spielte für die Canberra Lakers. 
Bei der Weltmeisterschaft 2010 in Neu-Delhi gewannen die Australier ihre Vorrundengruppe trotz einer Niederlage gegen das englische Team. Nach einem 2:1 im Halbfinale gegen die niederländische Mannschaft bezwangen die Australier im Finale die Deutschen ebenfalls mit 2:1. Turner war mit sechs Turniertoren hinter Luke Doerner zweitbester Schütze seiner Mannschaft. Im gleichen Jahr fanden die Commonwealth Games 2010 ebenfalls in Neu-Delhi statt. Die australische Mannschaft erreichte das Finale durch ein 6:2 im Halbfinale gegen Neuseeland. Im Finale besiegten die Australier die indische Mannschaft mit 8:0, wobei Turner das letzte Tor erzielte. 2012 bei den Olympischen Spielen in London gewannen die Australier ihre Vorrundengruppe. Im Halbfinale unterlagen sie der deutschen Mannschaft mit 2:4, das Spiel um die Bronzemedaille gewannen sie gegen die Briten mit 3:1. Eines seiner vier Turniertore erzielte Turner im Halbfinale.
Bei der Weltmeisterschaft in Den Haag gewannen die Australier ihre Vorrundengruppe mit fünf Siegen in fünf Spielen. Nach einem 5:1-Halbfinalsieg über die argentinische Mannschaft bezwangen die Australier im Finale die niederländische Mannschaft mit 6:1. Turner erzielte drei Turniertore, davon eines im Finale. Bei den Olympischen Spielen 2016 in Rio de Janeiro erreichten die Australier das Viertelfinale, unterlagen dort aber der niederländischen Mannschaft. Nach den Platzierungsspielen belegten die Australier den sechsten Platz. Glenn Turner erzielte drei Tore, alle im Spiel gegen Brasilien. Nach den Olympischen Spielen beendete er seine Laufbahn im Nationalteam.
Von 2019 bis 2021 war Glenn Turner Assistenztrainer der neuseeländischen Nationalmannschaft.